# Точне лиття

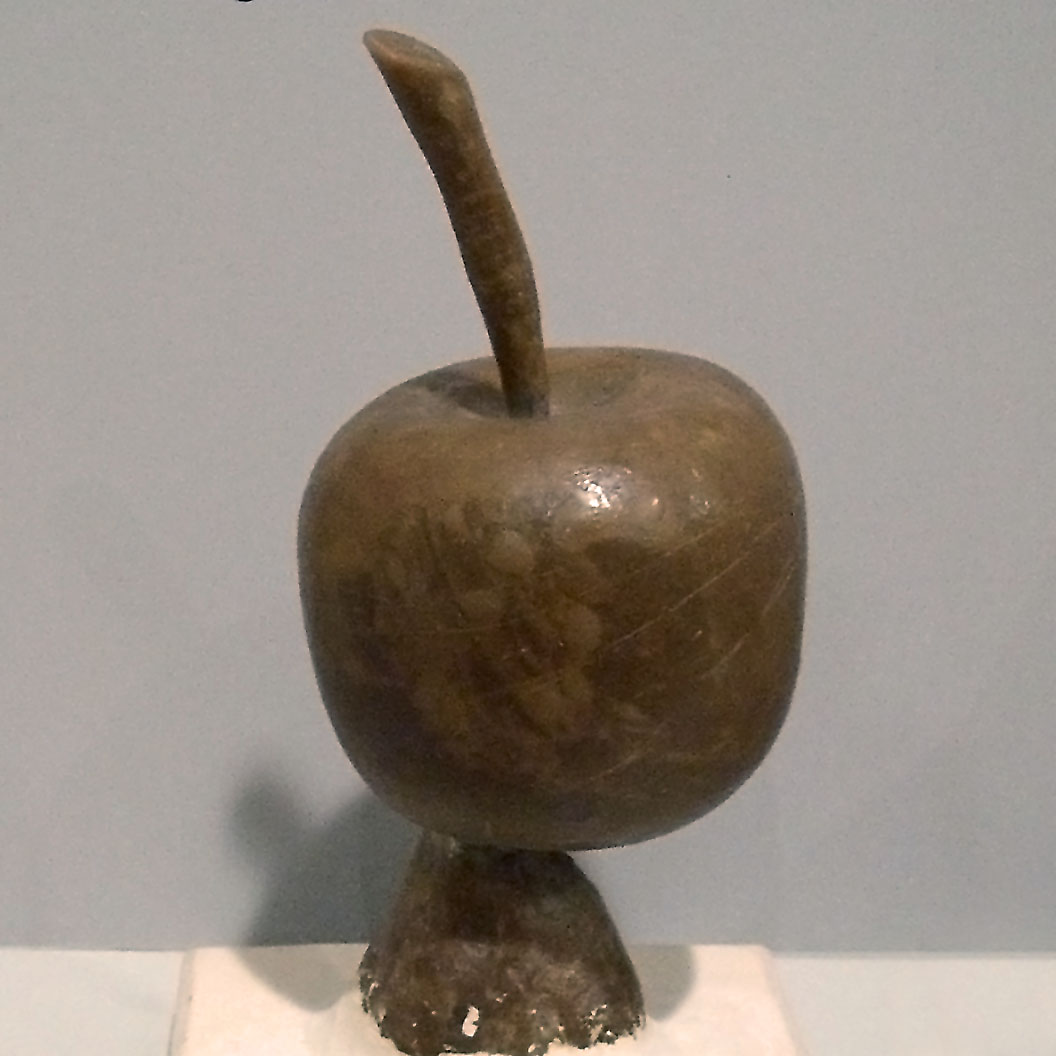
Готове бронзове яблуко

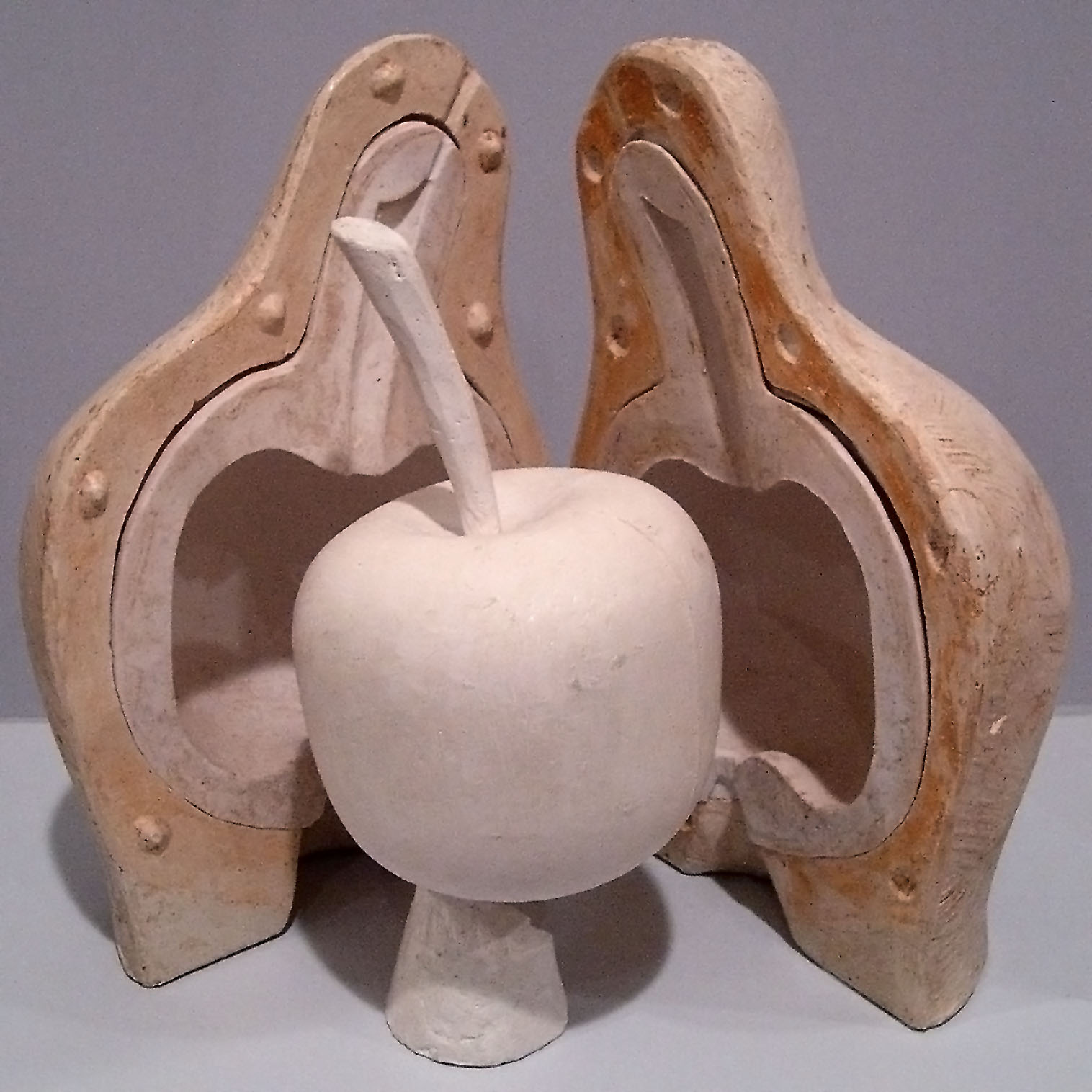
З моделі виготовлена гумова форма. (Тут показана форма покрита гіпсом)

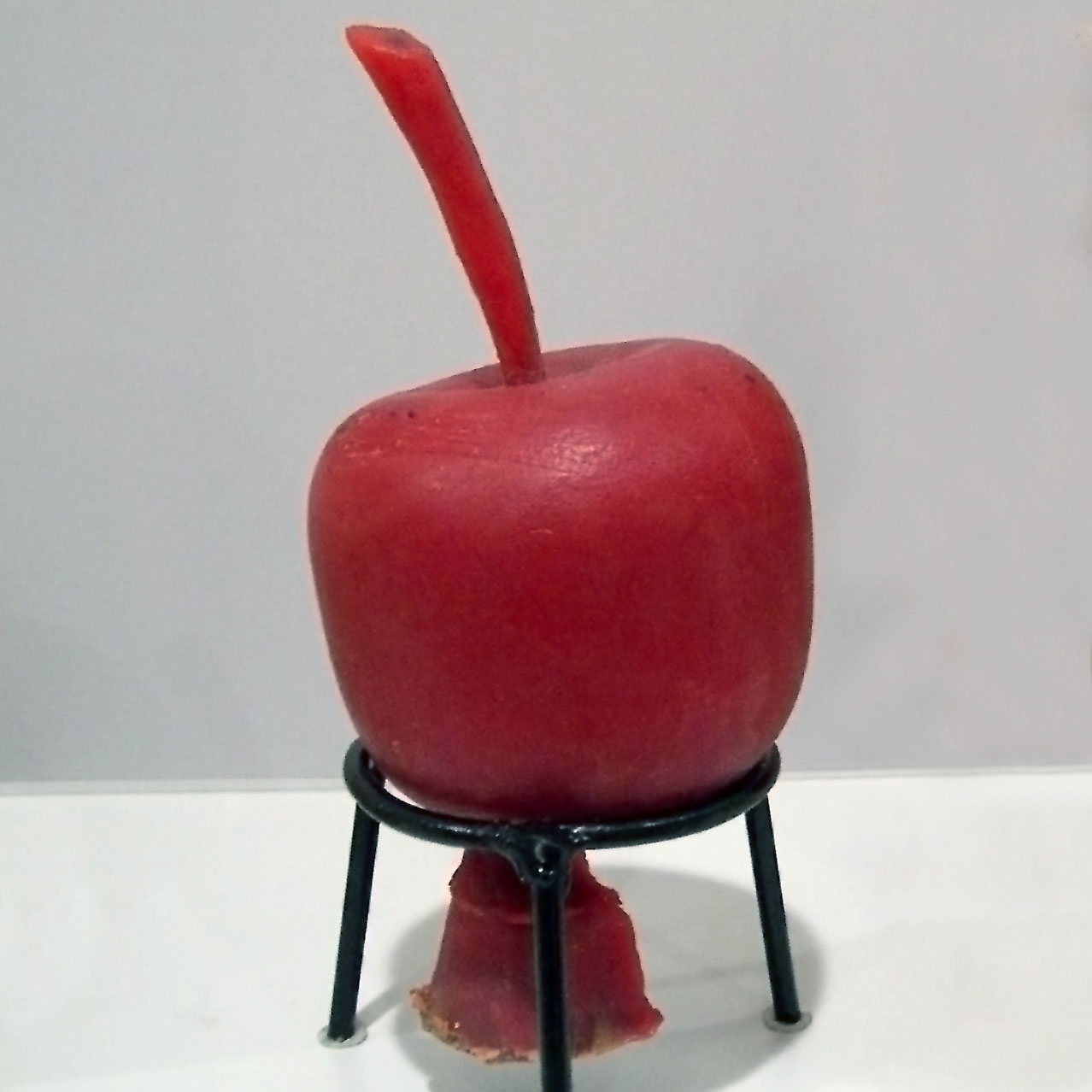
З цієї гумової форми робиться порожня форма з воску чи парафіну

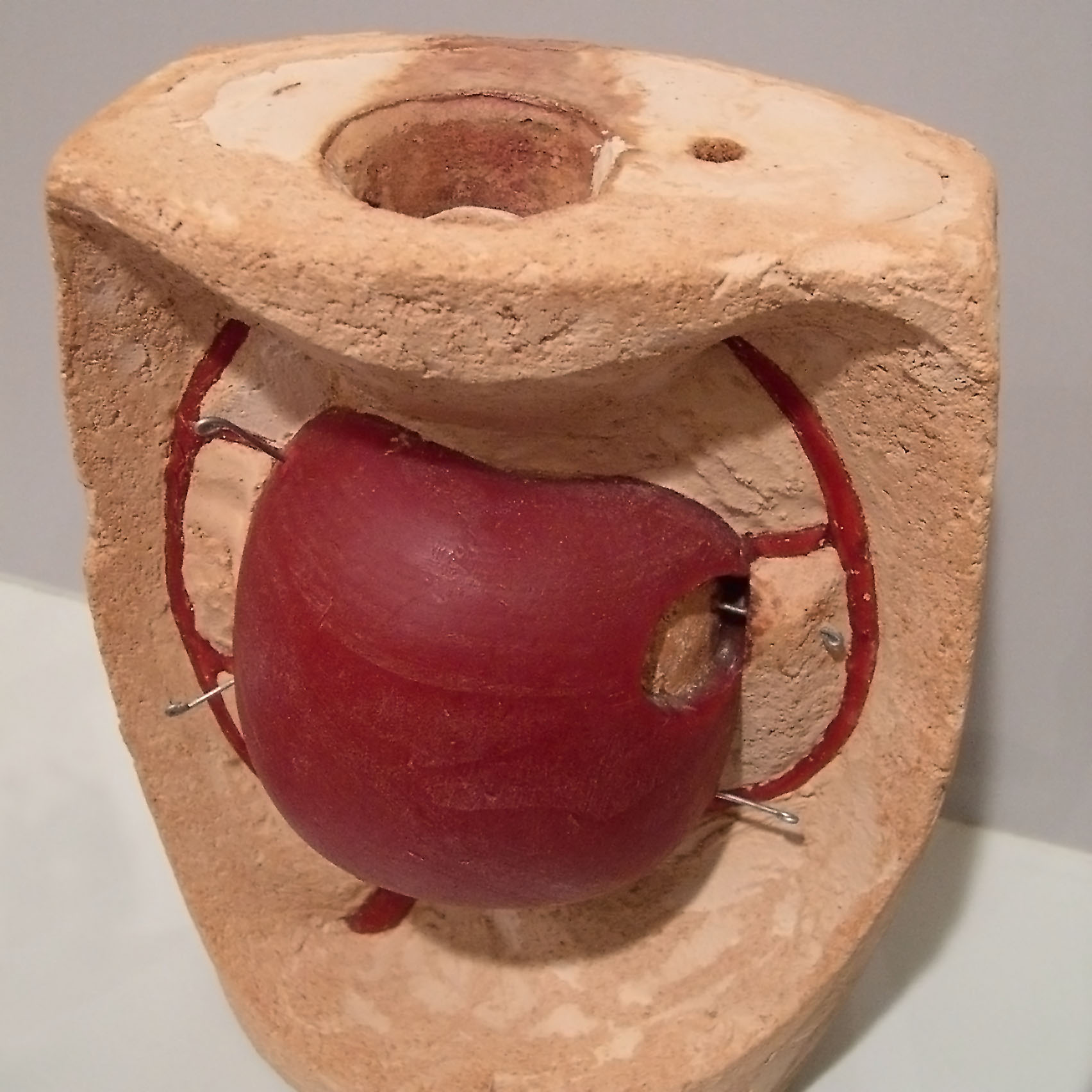
Порожню воскову форму яблука покривають фінальним, вогнетривким матеріалом, в даному випадку глиною. Середина теж заповнюється вогнетривким матеріалом. Зверніть увагу на стальну підтримку вогнетривкого матеріалу, що знаходиться в середині яблука. В наступному кроці (не зображений) форма нагрівається в печі догори ногами, і віск витікає ("втрачається")

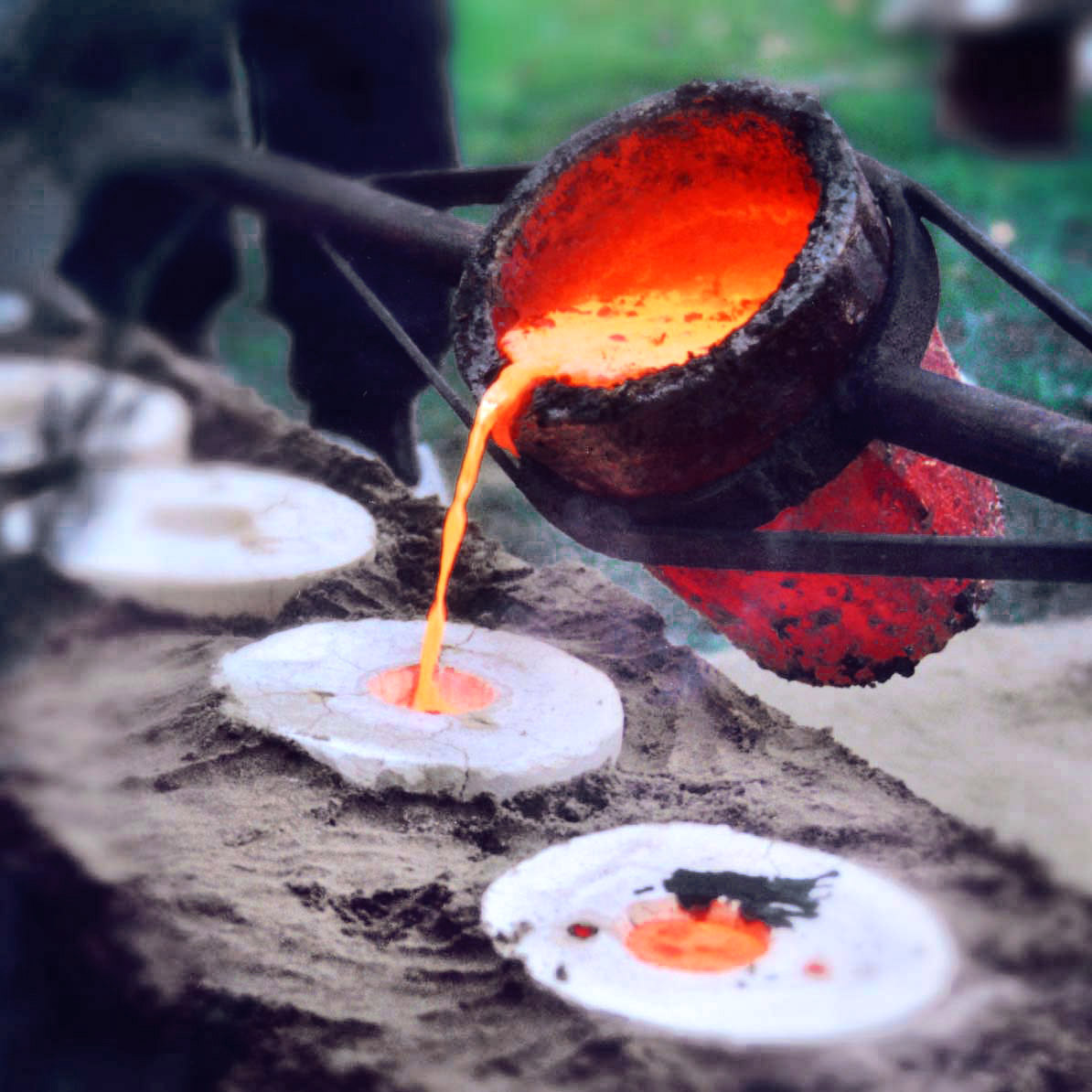
Рідка бронза при температурі 1200°C виливається в висушену і пусту форму для лиття

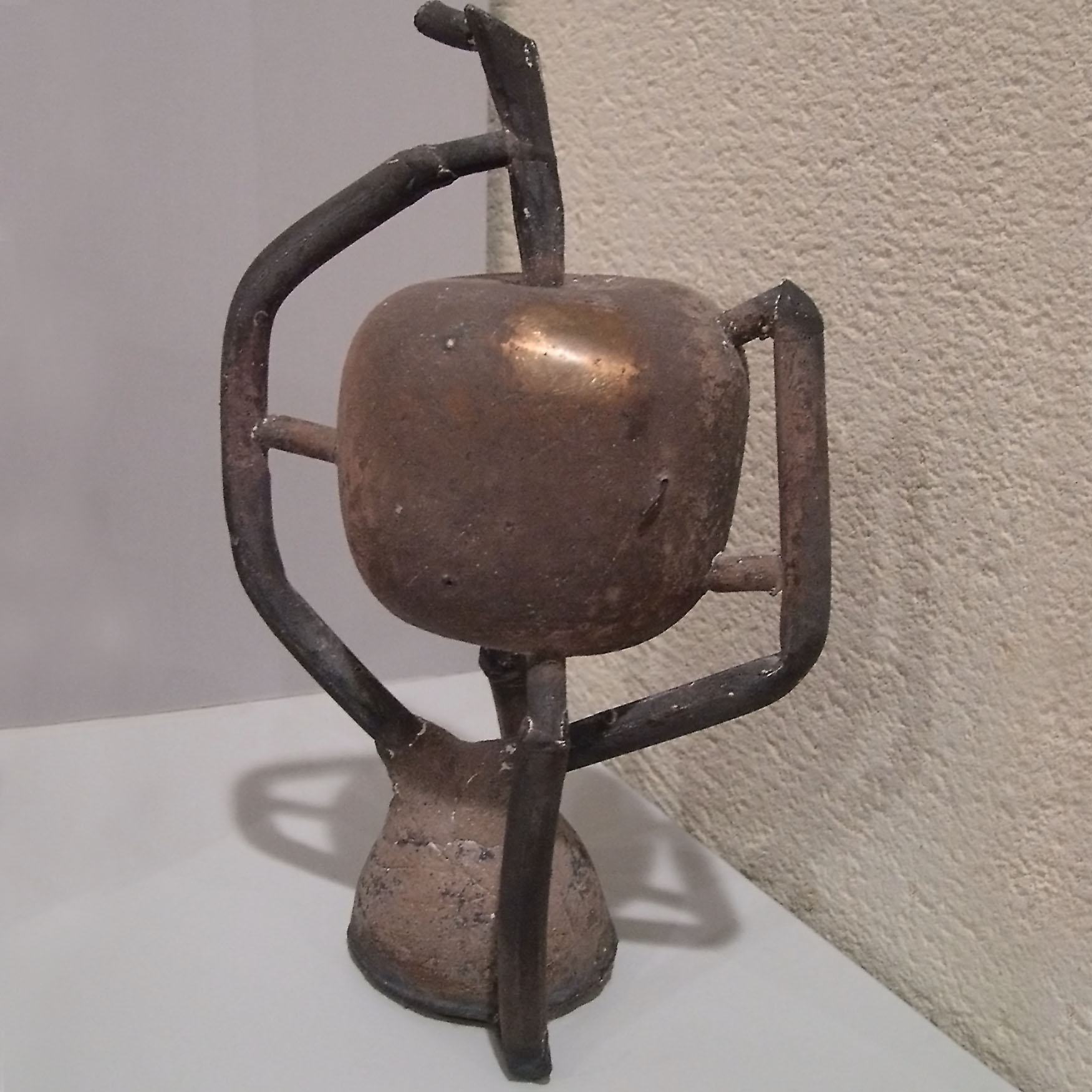
Бронзове лиття з підтримкою серцевини

Точне лиття — це лиття, під час якого одержують дрібні (вагою менше за 10кг) деталі із сталі чи твердих металів, які важко обробляти, та сплавів, які мають високу температуру плавлення (близько 1600°С).

## Загальний опис
Завдяки високій чистоті поверхні та точності розмірів деталей та виробів, одержаних за допомогою точного лиття, не потрібна їх подальша механічна обробка.Процес точного лиття дуже складний і дорогий, але застосовувати його вигідно, бо цим способом можна одержати готові вироби з таких твердих металів і сплавів, обробка яких різанням становить значні труднощі. Цей спосіб часто дає можливість запобігти таким трудомістким способам обробки, як паяння, клепання, зварювання та ін. Способом точного лиття виготовляють різальні інструменти (свердла, фрези та ін.), лопатки газових турбін та інші вироби.

## Відливання шляхом заміщення воску
"Інвестиційне лиття" чи фр. cire perdue - процес за допомогою якого дублюються металеві скульптури (часто сріблом, золотом, латунню або бронзою) шляхом відливання з оригінальної скульптури. Залежно від навичок скульптора, за допомогою цього методу можна дублювати складні роботи. Найдавніші відомі приклади цієї техніки - це об'єкти, виявлені в печері скарбів (Cave of the Treasure) в південній частині Ізраїлю і які належать до періоду халкідіків (4500-3500 рр. до н.е.). Хоча процес сьогодні відрізняється від виробництва до виробництва, кроки, що використовуються для відливання невеликих бронзових скульптур, досить стандартизовані. У сучасному промисловому застосуванні цей процес називається інвестиційним литтям. Варіації процесу включають в себе: "втрачений шаблон" ("втрачена форма"), згідно якого, крім воску, можуть бути використані інші матеріали, такі як: жир, смола, текстиль; і "процес марнування воску" (або "лиття шляхом марнування форми" чи "відливання шляхом заміщення воску"), тому що форма (шаблон) знищується, щоб витягнути вилитий виріб. Відливання шляхом заміщення воску було широко поширенем в Європі до 18 століття, доки не почав домінував процес відливання предметів.

## Інтернет-ресурси
- Artikel bei archaeometallurgie.de